# 警視庁特別調査課 マーダーファイル 津山30人殺しを追え!
『警視庁特別調査課 マーダーファイル 津山30人殺しを追え!』（けいしちょうとくべつちょうさかマーダーファイルつやまさんじゅうにんごろしをおえ!）は、2005年公開の田川幹太監督のオリジナルビデオである。ナレーターは山野井仁。

## 概要
日本犯罪史上、稀に見る大量殺戮事件「津山三十人殺し」にスポットを当てたドラマ仕立ての犯罪ドキュメンタリー作品。
特別調査課（架空のセクション）の員のミニドラマ→事件の再現ドラマとレポート紹介の流れで構成されている。
シリーズ化される予定であったが、諸事情により、今作一本しかリリースされていない。
今まで多くのテレビ局やルポライターが取り上げた事件であるが、今作品はそのどれもが成し得なかった犯人（都井睦雄）の親族からの史上初独占インタビューに成功している作品でもある。

## キャスト
- 清水宏次朗
- EMI
- 時任歩
- 蒲生麻由
- 勝村美香
- 小原加奈子 他